# George Van Tassel
Pour les articles homonymes, voir Tassel.
George Van Tassel, né le 12 mars 1910 à Jefferson, dans l'état d'Ohio aux États-Unis et mort le 9 février 1978, est un ufologue, ingénieur et écrivain américain, prétendant être entré en contact avec des extraterrestres. Il a construit l'Integratron, un bâtiment en forme de dôme élaboré suivant des plans transmis, selon ses dires, lors de rencontres télépathiques et physiques avec des extraterrestres.

## Biographie
Van Tassel est issu d'une famille assez prospère de la classe moyenne. Il termine ses études secondaires et travaille dans un petit aéroport municipal près de Cleveland ; il acquiert une licence de pilote privé. À 20 ans, il s'installe en Californie, où il est d'abord mécanicien automobile dans un garage appartenant à un oncle.
Alors qu'il sert l'essence à la pompe, il croise le chemin de Frank Critzer, un solitaire excentrique qui prétend travailler dans une mine près de Giant Rock, un rocher massif situé près de Landers, en Californie, dans le désert des Mojaves. Frank Critzer a été décrit comme un immigrant allemand lors de la Seconde Guerre mondiale, mais il est en fait né aux États-Unis. Critzer est soupçonné d'être un espion allemand et se suicide à la dynamite lors d'un siège de la police autour de Giant Rock en 1942. Apprenant la mort de Critzer, Van Tassel dépose une demande de bail du petit aéroport abandonné près de Giant Rock au Bureau of Land Management, et obtient un contrat du gouvernement fédéral pour développer et entretenir la piste d'atterrissage.
Il se spécialise comme mécanicien aéronautique et inspecteur de vol ; il travaille entre 1930 et 1947 pour Douglas Aircraft, Hughes Aircraft et Lockheed. Chez Hughes Aircraft, il est leur meilleur inspecteur de vol. En 1947, il quitte l'industrie aérospatiale en plein essor en Californie du Sud pour vivre dans le désert avec sa famille. Au début, il mène une existence simple dans les pièces que Frank Critzer a creusées sous Giant Rock. Van Tassel construit une nouvelle maison, un café, une station-service, un magasin, une petite piste d'atterrissage et un ranch hôtelier à côté du Giant Rock.

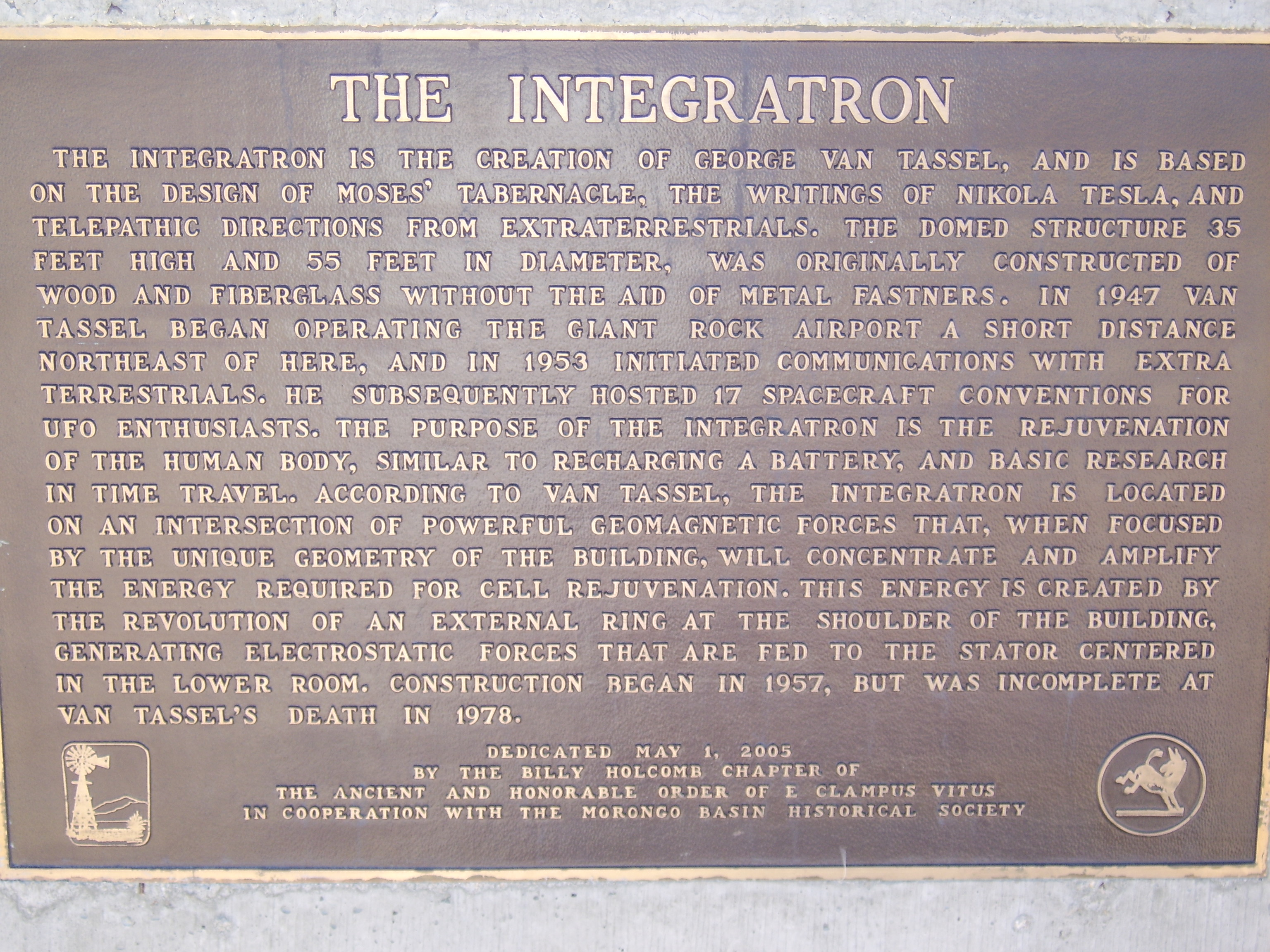
Plaque près de l'Integratron à Landers.

George Van Tassel anime une méditation de groupe en 1953 dans une pièce sous Giant Rock, creusée par Frank Critzer. Cette année-là, selon Van Tassel, l'occupant d'un vaisseau spatial de la planète Vénus l'a réveillé, l'a invité à bord de son vaisseau spatial et lui a révélé verbalement et par télépathie une technique pour rajeunir le corps humain. En 1954, Van Tassel et d'autres commencent à construire ce qu'ils ont nommé l'Integratron, une prétendue structure de recherche scientifique, soi-disant construite en se fondant sur les recherches de Nikola Tesla et Georges Lakhovsky. Van Tassel décrit l'Integratron comme « une machine à voyager dans le temps pour la recherche fondamentale sur le rajeunissement, l'anti-gravité et le voyage dans le temps ». La structure en bois en forme de dôme a un appareil métallique rotatif à l'extérieur baptisé « dirod électrostatique ». Van Tassel affirme que le bâtiment est fait de matériaux non ferromagnétiques : bois, béton, verre et fibre de verre, dépourvus de vis ou de clous métalliques. L'Integratron n'est jamais achevé en raison du décès soudain de Van Tassel quelques semaines avant l'inauguration.
Van Tassel était un contactee (en) typique des années 1950 dans la lignée de George Adamski, Truman Bethurum, Daniel Fry, Orfeo Angelucci et d'autres. Il a accueilli la Giant Rock Spacecraft Convention chaque année de 1953 à 1978, qui atteint son apogée en 1959 avec 10 000 participants. Les invités se rendaient dans le désert en voiture ou atterrissaient en avion sur la petite piste d'atterrissage de Van Tassel, baptisée Giant Rock Airport.
Au fil des ans, les célébrités prétendant avoir été contactées par des extraterrestres paraissent à ces conventions, et aussi d'autres moins célèbres. Les références indiquent souvent que le premier et le plus célèbre, George Adamski, a ostensiblement boycotté ces conventions ; cependant, Adamski a en fait assisté à la troisième convention en 1955, où il a donné une conférence de 35 minutes et a été interviewé par Edward J. Ruppelt, précédemment à la tête du  Projet Livre Bleu . C'est semble-t-il la seule convention de ce type à laquelle Adamski ait jamais assisté.
George Van Tassel Tassel a fondé une organisation de recherche en métaphysique appelée The Ministry of Universal Wisdom and The College of Universal Wisdom pour mettre en forme les révélations spirituelles qu'il recevait désormais régulièrement des peuples de l'espace.
Il meurt alors qu'il imprimait une publication et rendait visite à des amis.
Le livre de Van Tassel, I Rode A Flying Saucer (1952, 1955), raconte comment il aurait reçu la « sagesse cosmique » de« Solgonda » et d'un grand nombre d'autres êtres de l'espace. Parmi ses autres œuvres figurent Into This World and Out Again (1956), The Council of Seven Lights (1958), Religion and Science Merged et When Stars Look Down .

## Publications
George Van Tassel a publié quatre livres où il détaille ses nombreux contacts avec des extraterrestres. Aucun de ces livres n'a été traduit en français.
- I Rode A Flying Saucer, 1952
- The Council of Seven Lights, 1958
- Into This World and Out Again
- When Stars Look Down